# دنيس ساليناس
دنيس ساليناس (بالإسبانية: Dennis Salinas)‏ (23 يوليو 1986 بسان سلفادور في السلفادور - ) هو لاعب كرة قدم سلفادوري في مركز حراسة المرمى. شارك مع منتخب السلفادور لكرة القدم. أما مع النوادي، فقد لعب مع نادي أليانزا ‏ وأتلتيكو مارته ‏ ونادي سانتانيكوس أسوشيتد وسان سلفادور ‏ وAtlético Balboa ‏ ونادي لويس أنخيل فيربو.

## وصلات خارجية
- دنيس ساليناس على موقع قاعدة بيانات كرة القدم.إي يو (الإنجليزية)
- دنيس ساليناس على موقع ناشيونال فوتبول تيمز (الإنجليزية)